# Cyclisme aux Jeux paralympiques d'été de 2024
Navigation
Tokyo 2020 Los Angeles 2028
Le cyclisme aux Jeux paralympiques d'été de 2024 se déroulent du 29 août au 7 septembre 2024. Les sites sélectionnés sont le Vélodrome national de Saint-Quentin-en-Yvelines pour le cyclisme sur piste et Clichy-sous-Bois comme point de départ et d'arrivée pour les circuits sur route. Ce dernier site situé en Seine-Saint-Denis est une modification par rapport au programme initial en partie du à la perte de plusieurs compétitions comme le tir.
Cinquante-et-une épreuves sont au programme avec des épreuves pour les handicaps touchant les membres (déficience des fonctions des membres supérieures ou inférieures) et les handicaps visuels (en tandem avec un guide).

## Organisation

### Épreuves
Il n'y a pas le même nombre d'épreuves entre les hommes et les femmes
| Sexe   | Cyclisme sur piste | Cyclisme sur piste | Cyclisme sur piste | Cyclisme sur route | Cyclisme sur route | Total |
| Sexe   | 500 m              | Kilomètre          | Poursuite          | Course en ligne    | Contre-la-montre   | Total |
| ------ | ------------------ | ------------------ | ------------------ | ------------------ | ------------------ | ----- |
| Hommes | 0                  | 3                  | 6                  | 8                  | 12                 | 29    |
| Femmes | 2                  | 1                  | 4                  | 6                  | 7                  | 20    |

A cela s'ajoute deux épreuves mixtes :
- Sur piste : Relais sprint C 1-5
- Sur route : Course en ligne par équipe H 1-5

### Classification des handicaps
Les cyclistes sont classés en quatre catégories en fonction du handicap :
- C : Cyclistes avec amputations, troubles neuromoteurs ou musculo-squelettiques, utilisant un vélo solo
  - C1: Hémiplégie sévère (droite ou gauche) ou diplégie (handicap des deux membres inférieurs), Amputations multiples, de membres inférieurs et supérieurs.
  - C2: Hémiplégie modérée (droite ou gauche), Amputation  fémorale  sans  utilisation  de  prothèse  et  amputations  multiples assimilées.
  - C3: Atteinte  neurologique  ou  fonctionnelle  des  deux  membres  inférieurs,  amputé fémoral utilisant une prothèse.
  - C4: Amputation tibiale unilatérale ou troubles neurologiques associés.
  - C5: Amputation ou atteinte unilatérale de membre supérieur.
- H : Cyclistes utilisant un vélo à main
  - H1 et H2 : cycliste tétraplégique
  - H3 : cycliste paraplégique sans mobilité volontaire du tronc
  - H4 : cycliste paraplégique avec tronc fonctionnel
  - H5 :  paraplégique, amputé, infirme moteur cérébral ayant opté pour une position à genoux
- T : Cyclistes atteints de paralysie cérébrale, de SEP ou d'une déficience neuro-motrice similaire, utilisant un tricycle
  - T1 : Quadriplégique, souvent avec athétose (Tremblements)
  - T2 : Diplégique, souvent avec spasticité (Raideurs)
- B : Cyclistes ayant une déficience visuelle, utilisant un vélo tandem

Certaines épreuves sont factorisées (règle 16.1.005) ; dans ce cas les facteurs de performance standards doivent être appliqués selon le genre et/ou la classe sportive, ceci afin d'assurer l’équité entre les classes sportives combinées.

### Calendrier
| 4 | Nombre de finales |

| Sur piste | Pictogramme Cyclisme | 4 | 5 | 4 | 4 |  |  |    |   |   |   |
| Sur route | Pictogramme Cyclisme |   |   |   |   |  |  | 19 | 6 | 4 | 5 |

## Participation

### Qualification
Un CNP ne peut pas se voir attribuer plus de treize places pour cyclistes masculins et sept pour cyclistes féminines pour un quota maximum de vingt places de qualification par CNP, le tandem étant compté pour un athlète. Des exceptions peuvent être accordées via la méthode d'allocation sur invitation de la Commission bipartite.
Un CNP peut inscrire un maximum de troisathlètes admissibles par épreuve de médaille individuelle. Pour les épreuves médaillées de courses individuelles sur route avec classes sportives combinées, un CNP peut inscrire un maximum de trois  athlètes éligibles par classe sportive et un maximum de cinq athlètes éligibles par épreuve médaillée de course individuelle sur route.
Chaque athlète doit participer à au moins deux épreuves médaillées (individuelles ou par équipe). Un CNP peut inscrire un maximum d'une équipe par épreuve de médaille d'équipe.
Selon la liste de classement établi au 31 décembre 2022, les nations les mieux classés par continents obtiennent un quota au minimum avec une obligations toutefois de faire participer un cycliste à au moins un championnat du monde UCI (championnats 2023 sur piste, championnats 2023 sur route, championnats sur piste 2024, course de coupe du monde sur route en 2023/2024).
| Places | Europe | Amérique | Asie | Océanie | Afrique | Total |
| ------ | ------ | -------- | ---- | ------- | ------- | ----- |
| Hommes | 23/23  | 10/10    | 7/7  | 2/3     | 4/4     | 46/47 |
| Femmes | 14/14  | 5/5      | 4/4  | 2/2     | 0/3     | 25/28 |

Un classement combiné (route et piste) appelé classement paralympique UCI 2024 sera utilisé pour attribuer toutes les places restantes ; un maximum de 3 athlètes par nation et par classe sportive marqueront des points à chacune des compétitions du calendrier 2023-2024.
Dix invitations seront envoyé par la commission bipartite pour donner la chance à des pays d'envoyer un athlète pour participer aux épreuves.

### Nations participantes
| Afrique     | Amériques | Asie | Europe | Océanie                                 |
| ----------- | --- | --- | --- | --------------------------------------- |
| - Ghana (2) | - Argentine (6) - Brésil (3) - Canada (4) - Chili (1) - Colombie (4) - République dominicaine (1) - États-Unis (8) - Panama (1) | - Chine (5) - Émirats arabes unis (1) - Inde (2) - Indonésie (1) - Japon (5) - Malaisie (6) - Ouzbékistan (1) - Thaïlande (2) | - Allemagne (4) - Autriche (1) - Belgique (1) - Espagne (5) - France (11) - Grande-Bretagne (21) - Hongrie (1) - Irlande (10) - Italie (3) - Lettonie (1) - Pays-Bas (7) - Pologne (4) - Portugal (1) - Roumanie (1) - Slovaquie (1) - Suède (1) - Suisse (3) - Ukraine (1) | - Australie (12) - Nouvelle-Zélande (4) |

## Résultats

### Piste

#### Podiums masculins
| Épreuves           | Or                                             | Or             | Argent                                              | Argent         | Bronze                                                | Bronze         |
| ------------------ | ---------------------------------------------- | -------------- | --------------------------------------------------- | -------------- | ----------------------------------------------------- | -------------- |
| Kilomètre - C1-2-3 | Li Zhangyu (en) (CHN)                          | 1 min 3 s 480  | Liang Weicong (en) (CHN)                            | 1 min 4 s 103  | Alexandre Léauté (FRA)                                | 1 min 4 s 207  |
| Kilomètre - C4-5   | Korey Boddington (en) (AUS)                    | 1 min 1 s 650  | Blaine Hunt (en) (GBR)                              | 1 min 1 s 776  | Alfonso Cabello Llamas (en) (ESP)                     | 1 min 1 s 969  |
| Poursuite - C1     | Li Zhangyu (en) (CHN)                          |                | Liang Weicong (en) (CHN)                            | OVL            | Ricardo Ten Argilés (ESP)                             | 3 min 45 s 152 |
| Poursuite - C2     | Alexandre Léauté (FRA)                         | 3 min 26 s 015 | Ewoud Vromant (BEL)                                 | 3 min 28 s 062 | Matthew Robertson (en) (GBR)                          | 3 min 30 s 497 |
| Poursuite - C3     | Jaco van Gass (en) (GBR)                       | 3 min 18 s 460 | Finlay Graham (en) (GBR)                            | 3 min 22 s 540 | Alexandre Hayward (en) (CAN)                          | 3 min 24 s 865 |
| Poursuite - C4     | Jozef Metelka (en) (SVK)                       | 4 min 27 s 920 | Archie Atkinson (en) (GBR)                          | DNF            | Gatien Le Rousseau (FRA)                              | 4 min 24 s 096 |
| Poursuite - C5     | Dorian Foulon (FRA)                            | 4 min 16 s 158 | Yegor Dementyev (UKR)                               | 4 min 17 s 770 | Elouan Gardon (en) (USA)                              | 4 min 18 s 880 |
|                    |                                                |                |                                                     |                |                                                       |                |
| Kilomètre - B      | James Ball (en) (GBR) pilote : Steffan Lloyd   | 58 s 964       | Neil Fachie (en) (GBR) pilote : Matthew Rotherham   | 59 s 312       | Thomas Ulbricht (en) (GER) pilote : Robert Förstemann | 59 s 862       |
| Poursuite - B      | Tristan Bangma (en) (NED) pilote : Patrick Bos | 3 min 55 s 439 | Stephen Bate (en) (GBR) pilote : Christopher Latham | 3 min 57 s 652 | Lorenzo Bernard (en) (ITA) pilote : Davide Plebani    | 4 min 4 s 613  |

#### Podiums féminins
| Épreuves            | Or                                         | Or                  | Argent                                            | Argent         | Bronze                                       | Bronze         |
| ------------------- | ------------------------------------------ | ------------------- | ------------------------------------------------- | -------------- | -------------------------------------------- | -------------- |
| 500 mètres - C1-2-3 | Amanda Reid (AUS)                          | 36 s 676            | Qian Wangwei (en) (CHN)                           | 37 s 616       | Maike Hausberger (en) (GER)                  | 38 s 358       |
| 500 mètres - C4-5   | Caroline Groot (NED)                       | 35 s 566            | Marie Patouillet (FRA)                            | 36 s 700       | Kate O'Brien (CAN)                           | 36 s 873       |
| Poursuite - C1-2-3  | Wang Xiaomei (CHN)                         | 3 min 41 s 692 (WR) | Daphne Schrager (GBR)                             | 3 min 51 s 129 | Flurina Rigling (SUI)                        | 3 min 48 s 512 |
| Poursuite - C4      | Emily Petricola (AUS)                      |                     | Anna Taylor (en) (NZL)                            | OVL            | Keely Shaw (CAN)                             | 3 min 46 s 942 |
| Poursuite - C5      | Marie Patouillet (FRA)                     | 3 min 35 s 691      | Heïdi Gaugain (FRA)                               | 3 min 37 s 723 | Nicole Murray (en) (NZL)                     | 3 min 36 s 206 |
|                     |                                            |                     |                                                   |                |                                              |                |
| Kilomètre - B       | Lizzi Jordan (GBR) pilote : Dannielle Khan | 1 min 6 s 976       | Jessica Gallagher (AUS) pilote : Caitlin Ward     | 1 min 7 s 533  | Sophie Unwin (GBR) pilote : Jenny Holl       | 1 min 7 s 879  |
| Poursuite - B       | Sophie Unwin (GBR) pilote : Jenny Holl     | 3 min 19 s 149      | Katie-George Dunlevy (IRL) pilote : Eve McCrystal | 3 min 21 s 315 | Lora Fachie (en) (GBR) pilote : Corrine Hall | 3 min 20 s 488 |

#### Podiums mixtes
| Épreuves                   | Or                                                        | Or       | Argent                                                                           | Argent   | Bronze                                                        | Bronze   |
| -------------------------- | --------------------------------------------------------- | -------- | -------------------------------------------------------------------------------- | -------- | ------------------------------------------------------------- | -------- |
| Vitesse par équipes - C1-5 | Grande-Bretagne- Kadeena Cox - Jaco van Gass - Jody Cundy | 47 s 738 | Espagne- Ricardo Ten Argilés - Pablo Jaramillo Gallardo - Alfonso Cabello Llamas | 49 s 564 | Australie- Gordon Allan - Alistair Donohoe - Korey Boddington | 49 s 036 |

#### Tableau des médailles
- Pays organisateur (France)

| Rang  | Nation           | Or | Argent | Bronze | Total |
| ----- | ---------------- | -- | ------ | ------ | ----- |
| 1     | Grande-Bretagne  | 5  | 6      | 3      | 14    |
| 2     | Chine            | 3  | 3      | 0      | 6     |
| 3     | France           | 3  | 2      | 2      | 7     |
| 4     | Australie        | 3  | 1      | 1      | 5     |
| 5     | Pays-Bas         | 2  | 0      | 0      | 2     |
| 6     | Slovaquie        | 1  | 0      | 0      | 1     |
| 7     | Espagne          | 0  | 1      | 2      | 3     |
| 8     | Nouvelle-Zélande | 0  | 1      | 1      | 2     |
| 9     | Belgique         | 0  | 1      | 0      | 1     |
| 9     | Irlande          | 0  | 1      | 0      | 1     |
| 9     | Ukraine          | 0  | 1      | 0      | 1     |
| 12    | Canada           | 0  | 0      | 3      | 3     |
| 13    | Allemagne        | 0  | 0      | 2      | 2     |
| 14    | États-Unis       | 0  | 0      | 1      | 1     |
| 14    | Italie           | 0  | 0      | 1      | 1     |
| 14    | Suisse           | 0  | 0      | 1      | 1     |
| Total | Total            | 17 | 17     | 17     | 51    |

### Route

#### Podiums masculins
| Épreuves                       | Or                                        | Or              | Argent                                           | Argent          | Bronze                                          | Bronze          |
| ------------------------------ | ----------------------------------------- | --------------- | ------------------------------------------------ | --------------- | ----------------------------------------------- | --------------- |
| Course en ligne - H1-2         | Florian Jouanny (FRA)                     | 1 h 20 min 18 s | Sergio Garrote Muñoz (ESP)                       | 1 h 20 min 40 s | Luca Mazzone (ITA)                              | 1 h 27 min 58 s |
| Course en ligne - H3           | Mathieu Bosredon (FRA)                    | 1 h 34 min 36 s | Johan Quaile (FRA)                               | 1 h 35 min 57 s | Mirko Testa (ITA)                               | 1 h 39 min 38 s |
| Course en ligne - H4           | Jetze Plat (NED)                          | 1 h 29 min 15 s | Thomas Frühwirth (AUT)                           | 1 h 29 min 46 s | Rafal Wilk (POL)                                | 1 h 34 min 50 s |
| Course en ligne - H5           | Mitch Valize (NED)                        | 1 h 33 min 12 s | Loïc Vergnaud (FRA)                              | 1 h 34 min 27 s | Pavlo Bal (UKR)                                 | 1 h 37 min 3 s  |
| Course contre-la-montre - H1   | Fabrizio Cornegliani (ITA)                | 34 min 50 s 45  | Maxime Hordies (BEL)                             | 35 min 11 s 13  | Nicolas Pieter Du Preez (RSA)                   | 36 min 7 s 05   |
| Course contre-la-montre - H2   | Sergio Garrote Muñoz (ESP)                | 24 min 34 s 71  | Luca Mazzone (ITA)                               | 25 min 18 s 83  | Florian Jouanny (FRA)                           | 25 min 19 s 29  |
| Course contre-la-montre - H3   | Mathieu Bosredon (FRA)                    | 43 min 33 s 22  | Johan Quaile (FRA)                               | 45 min 33 s 41  | Martino Pini (ITA)                              | 46 min 13 s 69  |
| Course contre-la-montre - H4   | Jetze Plat (NED)                          | 41 min 28 s 51  | Thomas Frühwirth (AUT)                           | 41 min 31 s 22  | Jonas Van de Steene (BEL)                       | 41 min 52 s 22  |
| Course contre-la-montre - H5   | Mitch Valize (NED)                        | 41 min 1 s 59   | Loïc Vergnaud (FRA)                              | 43 min 20 s 40  | Luis Costa (POR)                                | 44 min 26 s 32  |
|                                |                                           |                 |                                                  |                 |                                                 |                 |
| Course en ligne - C1-2-3       | Finlay Graham (GBR)                       | 1 h 43 min 19 s | Thomas Peyroton-Dartet (FRA)                     | 1 h 43 min 19 s | Alexandre Léauté (FRA)                          | 1 h 43 min 43 s |
| Course en ligne - C4-5         | Yegor Dementyev (UKR)                     | 2 h 18 min 59 s | Kévin Le Cunff (FRA)                             | 2 h 18 min 59 s | Martin van de Pol (NED)                         | 2 h 18 min 59 s |
| Course contre-la-montre - C1   | Ricardo Ten Argilés (ESP)                 | 20 min 39 s 53  | Michael Teuber (GER)                             | 21 min 18 s 14  | Zbigniew Maciejwski (POL)                       | 21 min 18 s 94  |
| Course contre-la-montre - C2   | Alexandre Léauté (FRA)                    | 19 min 24 s 45  | Ewoud Vromant (BEL)                              | 19 min 26 s 61  | Darren Hicks (AUS)                              | 19 min 40 s 08  |
| Course contre-la-montre - C3   | Thomas Peyroton-Dartet (FRA)              | 38 min 28 s 80  | Eduardo Santas Asencio (ESP)                     | 39 min 12 s 71  | Matthias Schindler (GER)                        | 39 min 21 s 35  |
| Course contre-la-montre - C4   | Kévin Le Cunff (FRA)                      | 36 min 46 s 49  | Gatien Le Rousseau (FRA)                         | 37 min 18 s 38  | Damian Ramos Sanchez (ESP)                      | 38 min 5 s 94   |
| Course contre-la-montre - C5   | Daniel Abraham Gebru (NED)                | 35 min 51 s 79  | Alistair Donohoe (AUS)                           | 36 min 18 s 66  | Dorian Foulon (FRA)                             | 36 min 49 s 84  |
|                                |                                           |                 |                                                  |                 |                                                 |                 |
| Course en ligne - B            | Tristan Bangma (NED) pilote : Patrick Bos | 2 h 55 min 10 s | Vincent ter Schure (NED) pilote : Timo Fransen   | 2 h 55 min 12 s | Alexandre Lloveras (FRA) pilote : Yoann Paillot | 2 h 55 min 18 s |
| Course contre-la-montre - B    | Tristan Bangma (NED) pilote : Patrick Bos | 34 min 11 s 02  | Elie de Carvalho (FRA) pilote : Mickaël Guichard | 34 min 23 s 73  | Vincent ter Schure (NED) pilote : Timo Fransen  | 34 min 53 s 92  |
|                                |                                           |                 |                                                  |                 |                                                 |                 |
| Course en ligne - T1-2         | Chen Jianxin (CHN)                        | 1 h 15 min 8 s  | Dennis Connors (USA)                             | 1 h 17 min 9 s  | Juan José Betancourt Quiroga (COL)              | 1 h 17 min 9 s  |
| Course contre-la-montre - T1-2 | Chen Jianxin (CHN)                        | 21 min 35 s 78  | Nathan Clement (CAN)                             | 22 min 53 s 36  | Tim Celen (BEL)                                 | 23 min 27 s 64  |

#### Podiums féminins
| Épreuves                         | Or                                              | Or              | Argent                                          | Argent          | Bronze                                  | Bronze          |
| -------------------------------- | ----------------------------------------------- | --------------- | ----------------------------------------------- | --------------- | --------------------------------------- | --------------- |
| Course en ligne - H1-2-3-4       | Lauren Parker (AUS)                             | 52 min 4 s      | Jennette Jansen (NED)                           | 56 min 15 s     | Annika Zeyen (GER)                      | 56 min 15 s     |
| Course en ligne - H5             | Oksana Masters (USA)                            | 1 h 52 min 14 s | Sun Bianbian (CHN)                              | 1 h 52 min 25 s | Ana Maria Vitelaru (ITA)                | 1 h 52 min 27 s |
| Course contre-la-montre - H1-2-3 | Katerina Brim (USA)                             | 24 min 14 s 59  | Lauren Parker (AUS)                             | 24 min 24 s 09  | Annika Zeyen (GER)                      | 25 min 30 s 84  |
| Course contre-la-montre - H4-5   | Oksana Masters (USA)                            | 23 min 45 s 20  | Chantal Haenen (NED)                            | 23 min 51 s 44  | Sun Bianbian (CHN)                      | 25 min 13 s 07  |
|                                  |                                                 |                 |                                                 |                 |                                         |                 |
| Course en ligne - C1-2-3         | Keiko Sugiura (JPN)                             | 1 h 38 min 48 s | Flurina Rigling (SUI)                           | 1 h 38 min 48 s | Clara Brown (USA)                       | 1 h 38 min 48 s |
| Course en ligne - C4-5           | Sarah Storey (GBR)                              | 1 h 54 min 24 s | Heïdi Gaugain (FRA)                             | 1 h 54 min 24 s | Paula Ossa (COL)                        | 1 h 54 min 44 s |
| Course contre-la-montre - C1-2-3 | Maike Hausberger (GER)                          | 21 min 30 s 45  | Frances Brown (GBR)                             | 21 min 46 s 18  | Anna Beck (SWE)                         | 21 min 54 s 71  |
| Course contre-la-montre - C4     | Samantha Bosco (USA)                            | 21 min 39 s 24  | Meg Lemon (AUS)                                 | 21 min 44 s 16  | Alana Forster (AUS)                     | 21 min 44 s 33  |
| Course contre-la-montre - C5     | Sarah Storey (GBR)                              | 20 min 22 s 15  | Heïdi Gaugain (FRA)                             | 20 min 26 s 84  | Franziska Matile-Dörig (SUI)            | 21 min 0 s 48   |
|                                  |                                                 |                 |                                                 |                 |                                         |                 |
| Course en ligne - B              | Sophie Unwin (GBR) pilote : Jenny Holl          | 2 h 37 min 26 s | Katie-George Dunlevy (IRL) pilote : Linda Kelly | 2 h 37 min 29 s | Lora Fachie (GBR) pilote : Corrine Hall | 2 h 30 min 1 s  |
| Course contre-la-montre - B      | Katie-George Dunlevy (IRL) pilote : Linda Kelly | 38 min 16 s 58  | Sophie Unwin (GBR) pilote : Jenny Holl          | 39 min 40 s 18  | Lora Fachie (GBR) pilote : Corrine Hall | 40 min 41 s 30  |
|                                  |                                                 |                 |                                                 |                 |                                         |                 |
| Course en ligne - T1-2           | Emma Lund (DEN)                                 | 1 h 0 min 16 s  | Celine van Till (SUI)                           | 1 h 0 min 16 s  | Marieke van Soest (NED)                 | 1 h 0 min 16 s  |
| Course contre-la-montre - T1-2   | Marieke van Soest (NED)                         | 25 min 47 s 78  | Celine van Till (SUI)                           | 27 min 58 s 13  | Emma Lund (DEN)                         | 28 min 52 s 13  |

#### Podiums mixtes
| Épreuves                 | Or                                                          | Or          | Argent                                                 | Argent      | Bronze                                                     | Bronze      |
| ------------------------ | ----------------------------------------------------------- | ----------- | ------------------------------------------------------ | ----------- | ---------------------------------------------------------- | ----------- |
| Relais par équipe - H1-5 | France- Mathieu Bosredon - Florian Jouanny - Joseph Fritsch | 24 min 12 s | Italie- Federico Mestroni - Luca Mazzone - Mirko Testa | 25 min 16 s | États-Unis- Travis Gaertner - Katerina Brim - Matt Tingley | 25 min 50 s |

#### Tableau des médailles
- Pays organisateur (France)

| Rang  | Nation          | Or | Argent | Bronze | Total |
| ----- | --------------- | -- | ------ | ------ | ----- |
| 1     | Pays-Bas        | 8  | 3      | 3      | 14    |
| 2     | France          | 7  | 10     | 4      | 21    |
| 3     | Grande-Bretagne | 4  | 2      | 2      | 8     |
| 4     | États-Unis      | 4  | 1      | 2      | 7     |
| 5     | Espagne         | 2  | 2      | 1      | 5     |
| 6     | Chine           | 2  | 1      | 1      | 4     |
| 7     | Australie       | 1  | 3      | 2      | 6     |
| 8     | Italie          | 1  | 2      | 4      | 7     |
| 9     | Allemagne       | 1  | 1      | 3      | 5     |
| 10    | Irlande         | 1  | 1      | 0      | 2     |
| 11    | Danemark        | 1  | 0      | 1      | 2     |
| 11    | Ukraine         | 1  | 0      | 1      | 2     |
| 13    | Japon           | 1  | 0      | 0      | 1     |
| 14    | Suisse          | 0  | 3      | 1      | 4     |
| 15    | Belgique        | 0  | 2      | 2      | 4     |
| 16    | Autriche        | 0  | 2      | 0      | 2     |
| 17    | Canada          | 0  | 1      | 0      | 1     |
| 18    | Colombie        | 0  | 0      | 2      | 2     |
| 18    | Pologne         | 0  | 0      | 2      | 2     |
| 20    | Afrique du Sud  | 0  | 0      | 1      | 1     |
| 20    | Portugal        | 0  | 0      | 1      | 1     |
| 20    | Suède           | 0  | 0      | 1      | 1     |
| Total | Total           | 35 | 35     | 35     | 105   |